# Cyperus entrerianus
Cyperus entrerianus är en halvgräsart som beskrevs av Johann Otto Boeckeler. Cyperus entrerianus ingår i släktet papyrusar, och familjen halvgräs. Inga underarter finns listade i Catalogue of Life.